# 16465 Basilrowe
16465 Basilrowe este o planetă minoră (asteroid) din Mars-crossing asteroid⁠(d). A fost descoperită pe 24 martie 1990 la Observatorul Palomar de Jean Mueller⁠(d). 
Obiectul prezintă o orbită caracterizată de o semiaxă mare de 1,8259044 UAi, o excentricitate de 0,21, o înclinație de 24,27121 ° în raport cu ecliptica.